# Vertigo antivertigo
Espèce
Statut de conservation UICN

 LC  : Préoccupation mineure
Vertigo antivertigo (Vertigo des marais) est un escargot terrestre, pulmoné, gastéropode de la famille des Vertiginidae.

## Répartition

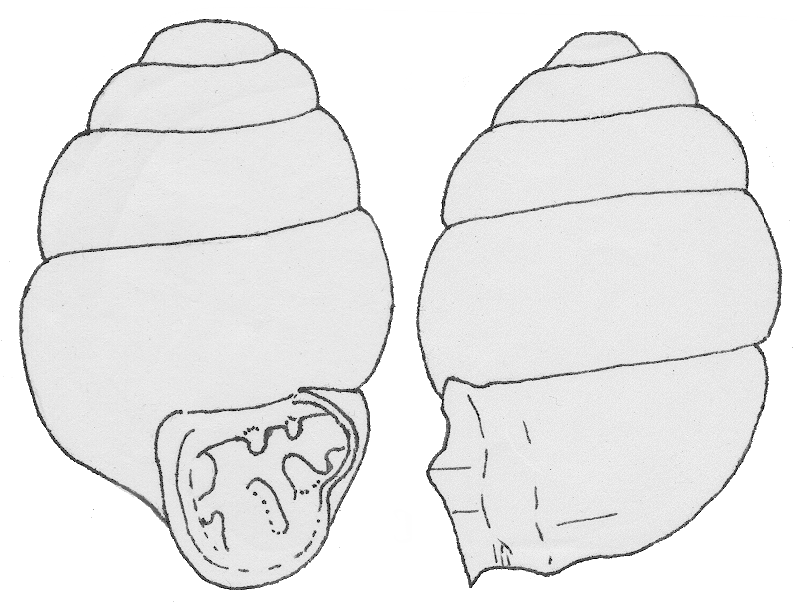
Deux vues de la coquille de Vertigo antivertigo

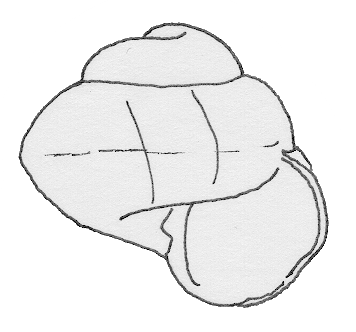
Coquille d'un jeune Vertigo antivertigo

Sa répartition inclut :
- République tchèque
- Pays-Bas
- Pologne
- Slovaquie
- Ukraine[1]
- Grande-Bretagne
- Irlande
- Pakistan[2]
- France

## Description
La taille de la Coquille (mollusque) varie entre 1.2 to 1.4 mm de diamètre et 1.95-2.25 mm. de hauteur. Elle est ovale, presque lisse, brun ambrée ou presque châtain voir transparente. L’ouverture possède 6 dents principales, parfois quelques autres plus petites. 

## Écologie
C’est une espèce qui vit dans les zones humides comme les tourbières, les marais ou les bords d’étang.